# 일연
일연(一然, 속명(본명) 전견명(全見明), 1206년 7월 18일(음력 6월 11일) ~ 1289년 7월 26일(음력 7월 8일))은 고려 충렬왕 때의 승려로, 보각국사(普覺國師)라고도 한다. 속성은 전씨, 본관은 불분명(본관은 명문은 없으나, 출신이 경산이고 경산전씨 홈페이지에는 경산전씨로 되어있다), 속명 전견명(全見明)이며, 처음의 자는 회연(晦然), 나중에 '일연'으로 바꾸었다. 호는 목암(睦庵), 시호는 보각(普覺)이며, 탑호는 정조(靜照)이다.
경상북도 경산(慶山)에서 출생하였고 지난날 9세 시절이던 1214년(고종 1) 해양(海陽) 무량사(無量寺)에 들어가 학문을 닦다가 1219년 대웅에 의하여 승려가 되었다. 1227년 승과(僧科)에 급제, 1246년 선사(禪師), 1259년 대선사(大禪師)에 올랐다. 1261년(원종 2) 왕의 부름으로 상경, 선월사(禪月寺) 주지가 되었고 목우화상(牧牛和尙)의 법통을 계승, 1268년(원종 9) 조지(朝旨)를 받고 운해사(雲海寺)에서 선교의 대덕(大德) 1백 명을 모아 대장경 낙성회(大藏經落成會)를 개최, 그 맹주가 되었다. 1277년(충렬왕 3) 왕명으로 운문사(雲門寺) 주지에 취임, 1281년 왕에게 법설을 강조했고, 1283년 국존(國尊)으로 추대되어 원경충조의 호를 받고, 이 해 노모의 봉양을 위해서 고향에 돌아갔다. 다음해 조정으로부터 토지 백경(百頃)을 받아 경상도 군위(軍威)의 인각사(麟角寺)를 중건했고 궁궐에 들어가서 구산 문도회(九山門都會)를 개최했다. 그의 저서 <삼국유사>는 한국 고대의 신화와 민간설화를 수집하고, 특히 향가를 비롯한 불교 관계 기사를 수록, <삼국사기>와 함께 고대문학과 역사 연구에 귀중한 문헌이 된다. 이 밖에 <조정사원(祖庭事苑)>30권, <선문염송사원(禪門拈頌事苑)> 30권을 지었다.

## 연보
- 1206년 - 경상도 장산군 (오늘날 경상북도 경산시) 태생
- 1208년 - 한때 지난날 옥산에서 잠시 유아기를 보낸 적이 있으며 1년 후 직계 일가족과 함께 장산에 귀향.
- 1209년 - 옥산 땅에서 장산 땅으로 귀향하여 성장.
- 1219년 - 승려로 출가
- 1227년 - 승과 시험 합격
- 1249년 - 남해 정림사에서 수행 (남해의 분사 대장도감에서 조판 사업에 참여), 진주목부사병마금할시상서공부시랑 전광재(팔만대장경 행정총책임자) 혈족.
- 1259년 - 대선사에 임명
- 1281년경 - 삼국유사 저술
- 1283년 - 충렬왕에 의해 국존(국사)으로 추대
- 1289년 - 인각사에서 ★ 장례-관후서사 전척(全倜)

## 저서
일연은 많은 저술을 남겼다. 불교 관련 서적 80여 권을 썼다고 임종에 든 군위군 인각사 일연비문에 적혀 있다. 그러나 비문에는 《삼국유사》가 적혀있지 않다.

### 삼국유사(三國遺事)
신라·고구려·백제 삼국의 유사를 모아 고려 충렬왕 때의 명승 보각국사(普覺國師) 일연이 지은 책. 전 5권 2책. 제1은 왕력 기이(王歷紀異), 제2는 문호왕(文虎王) 내지 가락국기(駕洛國記), 제3은 흥법탑상(興法塔像), 제4는 의해(義解), 제5는 신주(神呪)·감통(感通)·피은(避隱)·효선(孝善)으로 되어 있다. 내용은 왕력에서 삼국과 가락국의 왕대와 연표를 싣고, 기이(紀異)에서는 고조선 이하 여러 고대국가의 흥폐·신화·전설·신앙 등과 신라 최후의 왕인 경순왕(敬順王)까지의 신라 왕조 및 백제·후백제·가락국에 관계되는 역사 등 62편의 글을 싣고, 흥법(興法)에서는 37편의 글로 신라를 중심으로 불교에 관한 기사를 실었다. 의해(義解)에서는 신라의 고승들에 대한 설화 13편을 수록했고, 신주(神呪)에서는 밀교(密敎)의 승려들에 대한 행적 3편을 싣고, 감통(感通)에서는 부처와의 영적 감응을 이룬 일반 신자들의 설화를 실었으며, 피은(避隱)에서는 깊은 학문과 엄격한 도덕률을 지니고 있던 고승들의 이적(異蹟)에 대한 10편의 설화를 싣고, 효선(孝善)에서는 뛰어나게 효행을 한 5사람의 이야기를 수록했다. 특히 단군신화를 비롯하여 향찰문(鄕札文)으로 쓰인 향가 14수가 수록되어 있어 국어국문학 연구에 귀중한 문헌이 되어 준다. 현재 고려시대의 각본(刻本)은 보이지 않고, 중종 7년(1512)에 당시의 경주 부사 이계복에 의해 중간(重刊)된 정덕본(正德本)이 현재로는 최고본이며, 활자본으로서 가장 오래된 것은 1908년에 된 도쿄 문과대학 사지총서본(東京文科大學史誌叢書本)이고, 그 뒤 1921년에 교토 제대 문학부총서(京都帝大文學部叢書) 제6으로 정덕본을 영인했다. 이 밖에 조선사학회본(朝鮮史學會本)·계명구락부본(啓明俱樂部本)·삼중당본(三中堂本) 등과 이병도의 역주본(譯註本)이 있다. 현재 전하는 책이나, 일연비문에는 적혀 있지 않다.

### 기타 저서
- 《어록》 2권
- 《게송잡서》(偈頌雜書)3111권
- 《조동오위》(曹洞五位) 2권
- 《조도》(祖圖) 2권
- 《대장수지록》(大藏須知錄) 3권
- 《제승법수》(諸乘法數) 7권
- 《조정사원》(祖庭事苑) 30권
- 《선문염송사원》(禪門拈頌事苑) 30권 등

## 관련 문화재
- 군위 인각사 보각국사탑 및 비 - 보물 제428호

## 같이 보기
| - 김부식 - 정습명 - 삼국유사 - 삼국사기 - 이승휴 - 제왕운기 - 단군 - 단군 조선 | - 묘청 - 윤관 - 윤언이 - 윤인함 - 정지상 - 김돈중 |